# Liste des cours d'eau de la Finlande
Ci-dessous, le classement des 60 fleuves et rivières de Finlande les plus importants,.
Ils sont classés non par taille mais par surface du bassin hydrographique. En effet, cette valeur rend mieux compte de leur importance en raison du relief particulier et de la géologie spécifique de la Finlande.

## Géographie
La Finlande est pour l'essentiel formée par un socle hercynien très dur qui ne permet pas les infiltrations d'eau. Les pertes karstiques sont ici tout à fait inconnues.
L'eau ruisselle donc, les pertes étant limitées à l'évaporation, très limités pendant huit mois par an en raison des basses températures. Le relief très plat et la présence de moraines glaciaires entourant le plateau central (Salpausselkä, Suomenselkä et Maanselkä) donne lieu à un autre phénomène : l'eau est retenue au centre du pays, formant de très nombreux lacs communiquant entre eux par un réseau de rivières courtes mais puissantes. Seuls trois fleuves majeurs franchissent cette barrière et ils font tous les trois partie des cinq fleuves principaux du pays: la Vuoksi, la Kokemäenjoki et la Kymijoki.
Le bassin versant laissés aux autres fleuves est côtier et très limité de ce fait, les moraines étant rarement à plus de cent kilomètres des côtes. En Finlande du sud, on ne trouve aucun véritable fleuve de moyenne importance, le quatrième plus important à rejoindre la mer au sud du 65e parallèle, la Kyrönjoki, n'a qu'un bassin de 4 900 km², six fois moins que le troisième.
Le cas est différent en Laponie, et en général dans toute la Finlande du nord, qui voit une répartition plus harmonieuse de l'importance des différents cours d'eau même si la Kemijoki et la rivière d'Oulu ont les plus importants bassins.
Tous les fleuves du pays, qui ne compte aucun glacier susceptible de modifier les régimes, ont un régime nival. Leur débit connaît un maximum absolu lors de la fonte des neiges et un minimum absolu en hiver, ainsi qu'un minimum secondaire à la fin de l'été et un maximum secondaire à la suite des pluies d'automne. Sur ce schéma général, l'intensité des maximums et les dates varient significativement.
Un fleuve du sud du pays verra souvent son débit varier de 1 à 10-20, avec un maximum dans la première quinzaine d'avril. Les fleuves du nord ont un débit variant au minimum de 1 à 100, atteignant leur maximum aussi tard que la fin du mois de mai.
Les précipitations en Finlande varient typiquement entre 300 et 900 mm annuels. Le Nord est moins arrosé que le Sud, l'Est reçoit plus d'eau que l'Ouest. Malgré cela, le débit moyen des fleuves est d'une grande similitude suivant les régions. Typiquement, le débit d'un fleuve finlandais à l'embouchure sera dans la fourchette 0,7 m3/s par 100 km2 de bassin à 1,2 m3/s par 100 km2 de bassin. En raison des captages d'eau potable et industrielle et des nombreuses cultures, les valeurs sont plus faibles dans le sud densément peuplée (à l'opposé de la pluviométrie). Les fleuves de Laponie, peu exploités, connaissent les valeurs les plus élevées.

## Classement
| Rang | Nom                  | Surface (km²) | Longueur en Finlande (km) | part de                | se jette dans           |
| ---- | -------------------- | ------------- | ------------------------- | ---------------------- | ----------------------- |
| 1    | Vuoksi               | 61 560        | 13                        | Saimaa                 | Lac Ladoga, Russie      |
| 2    | Kemijoki             | 51 000        | 483                       | Kemihaara              | Golfe de Botnie (nord)  |
| 3    | Tornionjoki          | 37 292        | 180                       | Torneträsk, Suède      | Golfe de Botnie (nord)  |
| 4    | Kymijoki             | 37 107        | 180                       | Päijänne               | Golfe de Finlande       |
| 5    | Kokemäenjoki         | 27 100        | 150                       | Pyhäjärvi              | Golfe de Botnie (sud)   |
| 6    | Rivière d'Oulu       | 22 920        | 107                       | Oulujärvi              | Golfe de Botnie (nord)  |
| 7    | Pielisjoki           | 21 770        | 67                        | Pielinen               | Pyhäselkä               |
| 8    | Paatsjoki            | 18 404        | 3                         | Inarijärvi             | Mer de Barents          |
| 9    | Iijoki               | 14 320        | 330                       | Iijärvi                | Golfe de Botnie (nord)  |
| 10   | Muonio               | 14 310        | 230                       | Könkämäeno et Lätäseno | Tornionjoki             |
| 11   | Ounasjoki            | 13 970        | 298                       | Ounasjärvi             | Kemijoki                |
| 12   | Teno                 | 13 780        | 152                       | Kaarasjoki-Inarijoki   | Norvège, Mer de Barents |
| 13   | Emäjoki-Kiehimänjoki | 8 695         | 105                       | Kiantajärvi            | Oulujärvi               |
| 14   | Lieksanjoki          | 8 255         | 132                       | Russie                 | Pielinen                |
| 15   | Kajaaninjoki         | 7 580         | 10                        | Nuasjärvi              | Oulujärvi               |
| 16   | Kitinen              | 7 570         | 278                       | source                 | Kemijoki                |
| 17   | Koitajoki            | 6 560         | 75                        | Russie                 | Pielisjoki              |
| 18   | Juutuanjoki          | 5 295         | 20                        | Lemmenjoki, Paatari    | Inarijärvi              |
| 19   | Kyrönjoki            | 4 900         | 127                       | Kauhajoki-Jalasjoki    | Golfe de Botnie (nord)  |
| 20   | Luiro                | 4 460         | 227                       | Luirojärvi             | Kemijoki                |
| 21   | Siikajoki            | 4 440         | 152                       | source                 | Golfe de Botnie (nord)  |
| 22   | Kalajoki             | 4 200         | 130                       | Lac Reisjärvi          | Golfe de Botnie (nord)  |
| 23   | Tenniöjoki           | 4 160         | 62                        | Tenniöjärvi, Russie    | Kemijoki                |
| 24   | Lapuanjoki           | 4 110         | 147                       | Alavudenjärvi          | Golfe de Botnie (nord)  |
| 25   | Oulankajoki          | 4 000         | 105                       | source                 | Paanajärvi, Russie      |
| 26   | Kiiminkijoki         | 3 890         | 170                       | Kivijärvi              | Golfe de Botnie (nord)  |
| 27   | Ivalojoki            | 3 885         | 170                       | source                 | Inarijärvi              |
| 28   | Pyhäjoki             | 3 680         | 162                       | Pyhäjärvi              | Golfe de Botnie (nord)  |
| 29   | Raudanjoki           | 3 585         | 150                       | Vaiskojoki-Vuojoki     | Kemijoki                |
| 30   | Karvianjoki          | 3 385         | 110                       | Karvianjärvi           | Golfe de Botnie (sud)   |
| 31   | Tengeliönjoki        | 3 195         | 51                        | Miekojärvi             | Tornionjoki             |
| 32   | Simojoki             | 3 175         | 172                       | Simojärvi              | Golfe de Botnie (nord)  |
| 33   | Inarijoki            | 3 155         | 83                        | Kietsimäjoki           | Teno                    |
| 34   | Loimijoki            | 3 125         | 114                       | Pyhäjärvi (Tammela)    | Kokemäenjoki            |
| 35   | Könkämäeno           | 2 830         | 90                        | Kilpisjärvi            | Muonio                  |
| 36   | Perhonjoki           | 2690          | 155                       | source                 | Golfe de Botnie (nord)  |
| 37   | Korpijoki            | 2575          | 55                        | Suolijärvi             | Iijoki                  |
| 38   | Hiidenjoki           | 2 420         | 13                        | Kernaalanjärvi         | Vanajavesi              |
| 39   | Siuruanjoki          | 2 400         | 120                       | source                 | Iijoki                  |
| 40   | Kettujoki            | 2 310         | 13                        | Mutusjärvi             | Juutuanjoki             |
| 41   | Näätämöjoki          | 2 280         | 52                        | Iijärvi                | Norvège, Océan Arctique |
| 42   | Livojoki             | 2 250         | 125                       | Livojärvi              | Iijoki                  |
| 43   | Lätäseno             | 2 075         | 63                        | Poroeno                | Muonio                  |
| 44   | Ähtävänjoki          | 2 030         | 89                        | Lappajärvi             | Golfe de Botnie (nord)  |
| 45   | Karjaanjoki          | 2 010         | 26                        | Lohjanjärvi            | Golfe de Finlande       |
| 46   | Kostonjoki           | 1 990         | 40                        | Kostonjärvi            | Iijoki                  |
| 47   | Jänisjoki            | 1 970         | 50                        | Loitimo                | Russie                  |
| 48   | Kitkanjoki           | 1 870         | 35                        | Ala-Kitka              | Oulankajoki             |
| 49   | Kaamasjoki           | 1 830         | 49                        | Kielajoki              | Mutusjärvi              |
| 50   | Meltausjoki          | 1 825         | 46                        | Unari                  | Ounasjoki               |
| 51   | Loukinen             | 1 790         | 60                        | source                 | Ounasjoki               |
| 52   | Vantaa               | 1 685         | 101                       | Erkylänjärvi           | Golfe de Finlande       |
| 53   | Kuolajoki            | 1 635         | 30                        | Russie                 | Tenniöjoki              |
| 54   | Utsjoki              | 1 620         | 60                        | Kartijärvi             | Teno                    |
| 55   | Luttojoki            | 1 600         | 70                        | source                 | Russie                  |
| 56   | Jämsänjoki           | 1 490         | 60                        | Petäjävesi             | Päijänne                |
| 57   | Vaskojoki            | 1 445         | 110                       | source                 | Paatari                 |
| 58   | Hossanjoki           | 1 350         | 25                        | Hossanjärvi            | Juutusjärvi             |
| 59   | Eurajoki             | 1 340         | 46                        | Pyhäjärvi              | Golfe de Botnie (sud)   |
| 60   | Kuivajoki            | 1 340         | 45                        | Oijärvi                | Golfe de Botnie (nord)  |
| 61   | Lestijoki            | 1 335         | 98                        | Lestijärvi             | Golfe de Botnie (nord)  |
| 66   | Porvoonjoki          | 1 260         | 130                       | source                 | Golfe de Finlande       |
| 76   | Paimionjoki          | 1 088         | 105                       | Painionjärvi           | Archipel de Turku       |
| 78   | Jalasjoki            | 1 070         | 52                        | source                 | Kyrönjoki               |
| 94   | Aurajoki             | 885           | 68                        | source                 | Archipel de Turku       |